# Championnat d'Europe masculin de rink hockey 1998
Navigation
Championnat d'Europe masculin 1996 Championnat d'Europe masculin 2000
Le Championnat d'Europe de rink hockey masculin 1998 est la 43e édition des championnats d'Europe de rink hockey masculin, qui a eu lieu en décembre 1998 à Paços de Ferreira, au Portugal.

## Participants
Dix nations prennent part à cette compétition :
- Allemagne
- Angleterre
- Autriche
- Espagne
- France
- Italie
- Pays-Bas
- Portugal
- Suède
- Suisse

## Format
Le tournoi est divisé en deux phases distinctes, une phase de poule et une phase finale à élimination directe. Dans la première phase, les huit équipes participantes sont réparties dans deux groupes de cinq équipes chacun. Dans chaque groupe, toutes les équipes se rencontrent une fois, afin d'établir un classement du groupe. Une victoire rapporte dans cette phase 2 points, un nul et une défaite respectivement 1 et 0 point.
Les deux meilleures équipes de chaque groupe de qualification sont directement qualifiés pour les demi-finales de la compétition. Les troisièmes et quatrièmes de chaque groupe s'affronte dans un tournoi à élimination directe afin de déterminer les places 5 à 8. enfin, les dernières équipes de chaque groupe s'affronte sur une rencontre unique pour déterminer les 9e et 10e places de la compétition.

## Phase de groupes

### Groupe A
| Rang | Équipe   | Pts | J | G | N | P | Bp | Bc | Diff |  | Résultats |  |     |      |      |      |
| ---- | -------- | --- | - | - | - | - | -- | -- | ---- |  | --------- |  | --- | ---- | ---- | ---- |
| 1    | Portugal | 8   | 4 | 4 | 0 | 0 | 62 | 4  | +58  |  | Portugal  |  | 2-0 | 7-3  | 16-1 | 37-0 |
| 2    | Espagne  | 6   | 4 | 3 | 0 | 1 | 67 | 4  | +63  |  | Espagne   |  |     | 11-1 | 19-1 | 37-0 |
| 3    | France   | 4   | 4 | 2 | 0 | 2 | 25 | 22 | +3   |  | France    |  |     |      | 6-2  | 15-2 |
| 4    | Pays-Bas | 2   | 4 | 1 | 0 | 3 | 13 | 41 | -28  |  | Pays-Bas  |  |     |      |      | 9-0  |
| 5    | Autriche | 0   | 4 | 0 | 0 | 4 | 2  | 98 | -96  |  | Autriche  |  |     |      |      |      |

### Groupe B
| Rang | Équipe     | Pts | J | G | N | P | Bp | Bc | Diff |  | Résultats  |  |     |     |      |      |
| ---- | ---------- | --- | - | - | - | - | -- | -- | ---- |  | ---------- |  | --- | --- | ---- | ---- |
| 1    | Italie     | 8   | 4 | 4 | 0 | 0 | 48 | 1  | +47  |  | Italie     |  | 6-0 | 6-1 | 26-0 | 10-0 |
| 2    | Suisse     | 6   | 4 | 3 | 0 | 1 | 44 | 8  | +36  |  | Suisse     |  |     | 3-1 | 15-1 | 26-0 |
| 3    | Allemagne  | 4   | 4 | 2 | 0 | 2 | 25 | 12 | +13  |  | Allemagne  |  |     |     | 6-2  | 17-1 |
| 4    | Angleterre | 2   | 4 | 1 | 0 | 3 | 12 | 51 | -39  |  | Angleterre |  |     |     |      | 9-4  |
| 5    | Suède      | 0   | 4 | 0 | 0 | 4 | 5  | 62 | -57  |  | Suède      |  |     |     |      |      |

## Phase Finale

### Match pour la9eplace
| 9e place | Résultat | 10e place |
| -------- | -------- | --------- |
| Autriche | 8-1      | Suède     |

### Classement 5-8
|  | Demi-finales     | Demi-finales     |                        |   | Finale           | Finale           |
|  | Demi-finales     | Demi-finales     |                        |   | Finale           | Finale           |
|  |                  |                  |                        |   |                  |                  |
|  | 18 décembre 1998 | 18 décembre 1998 |                        |   | 19 décembre 1998 | 19 décembre 1998 |
|  | 18 décembre 1998 | 18 décembre 1998 |                        |   | 19 décembre 1998 | 19 décembre 1998 |
|  | France           | 6                |                        |   | 19 décembre 1998 | 19 décembre 1998 |
|  | France           | 6                |                        |   | 19 décembre 1998 | 19 décembre 1998 |
|  | Angleterre       | 0                |                        |   | 19 décembre 1998 | 19 décembre 1998 |
|  | Angleterre       | 0                | France                 | 2 |                  |                  |
|  | 18 décembre 1998 |                  | France                 | 2 |                  |                  |
|  |                  | Allemagne        | 1                      |   |                  |                  |
|  | Allemagne        | Allemagne        | 1                      | 7 |                  |                  |
|  | Allemagne        |                  |                        | 7 |                  |                  |
|  | Pays-Bas         | 1                |                        |   |                  |                  |
|  | Pays-Bas         | 1                | Match pour la 3e place |   |                  |                  |
|  |                  |                  |                        |   |                  |                  |
|  | 19 décembre 1998 |                  |                        |   |                  |                  |
|  |                  |                  |                        |   |                  |                  |
|  | Angleterre       | 1                |                        |   |                  |                  |
|  | Angleterre       | 1                |                        |   |                  |                  |
|  | Pays-Bas         | 3                |                        |   |                  |                  |
|  | Pays-Bas         | 3                |                        |   |                  |                  |

### Matchs à élimination directe pour le titre
|  | Demi-finales     | Demi-finales     |                        |       | Finale           | Finale           |
|  | Demi-finales     | Demi-finales     |                        |       | Finale           | Finale           |
|  |                  |                  |                        |       |                  |                  |
|  | 18 décembre 1998 | 18 décembre 1998 |                        |       | 19 décembre 1998 | 19 décembre 1998 |
|  | 18 décembre 1998 | 18 décembre 1998 |                        |       | 19 décembre 1998 | 19 décembre 1998 |
|  | Portugal         | 12               |                        |       | 19 décembre 1998 | 19 décembre 1998 |
|  | Portugal         | 12               |                        |       | 19 décembre 1998 | 19 décembre 1998 |
|  | Suisse           | 1                |                        |       | 19 décembre 1998 | 19 décembre 1998 |
|  | Suisse           | 1                | Portugal               | 1 (2) |                  |                  |
|  | 18 décembre 1998 |                  | Portugal               | 1 (2) |                  |                  |
|  |                  | Espagne          | 1 (1)                  |       |                  |                  |
|  | Espagne          | Espagne          | 1 (1)                  | 1 (4) |                  |                  |
|  | Espagne          |                  |                        | 1 (4) |                  |                  |
|  | Italie           | 1 (3)            |                        |       |                  |                  |
|  | Italie           | 1 (3)            | Match pour la 3e place |       |                  |                  |
|  |                  |                  |                        |       |                  |                  |
|  | 19 décembre 1998 |                  |                        |       |                  |                  |
|  |                  |                  |                        |       |                  |                  |
|  | Suisse           | 2                |                        |       |                  |                  |
|  | Suisse           | 2                |                        |       |                  |                  |
|  | Italie           | 10               |                        |       |                  |                  |
|  | Italie           | 10               |                        |       |                  |                  |

## Classement final
| Classement | Équipe     |
| ---------- | ---------- |
| 1          | Portugal   |
| 2          | Espagne    |
| 3          | Italie     |
| 4          | Suisse     |
| 5          | France     |
| 6          | Allemagne  |
| 7          | Pays-Bas   |
| 8          | Angleterre |
| 9          | Autriche   |
| 10         | Suède      |

| Champion d'Europe 1998 |
| ---------------------- |
| Portugal               |
| PORTUGAL 20º           |

1. ↑  (en) « Résultats Europe 1998 » [PDF], sur Rink-hockey.net (consulté le 3 janvier 2013).